# Claudio Scajola

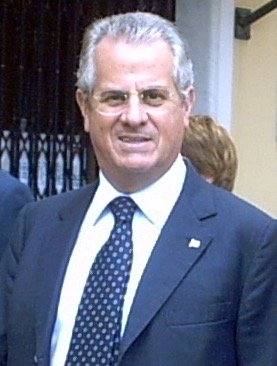
Claudio Scajola.

Claudio Scajola (Imperia, 15 de janeiro de 1948) é um político italiano. Foi ministro do interior de 2001 a 2002 e depois ministro de atividades produtivas no terceiro gabinete de Silvio Berlusconi.